# Хаксли (Тексас)
Хаксли (енгл. Huxley) град је у америчкој савезној држави Тексас. По попису становништва из 2010. у њему је живело 385 становника.

## Демографија
Према попису становништва из 2010. у граду је живело 385 становника, што је 87 (29,2%) становника више него 2000. године.
| Група             | 2000.       | 2010.       |
| Белци             | 291 (97,7%) | 344 (89,4%) |
| Афроамериканци    | 4 (1,3%)    | 20 (5,2%)   |
| Азијати           | 0 (0,0%)    | 0 (0,0%)    |
| Хиспаноамериканци | 2 (0,7%)    | 17 (4,4%)   |
| Укупно            | 298         | 385         |